# Diario di un maestro
Diario di un maestro és una telefilm italià del 1973 dirigida per Vittorio De Seta i transmesa pel primer canal de la RAI en quatre episodis. El guió està basat en el llibre autobiogràfic Un anno a Pietralata d'Albino Bernardini.
Dos anys després de l'estrena en televisió, la pel·lícula fou estrenada en sales en una versió reduïda de 135 minuts. Aquesta versió fou seleccionada entre els 100 film italiani da salvare

## Trama
En una escola dels afores de Roma, un jove professor nou de l'entorn, en lloc de perdre l’interès per la seva aula semi-buida anomenada “la resulta”, decideix abordar el problema de l’incompliment de l’obligació d'assistència escolar, no en un entorn burocràtic, sinó buscant pel barri els nens que no assisteixen a classes i donant-los una estructura absolutament atípica, gairebé revolucionària, per als programes de l'època. El resultat és una experiència d’enriquiment mutu entre els petits alumnes i el professor que, als ulls dels espectadors, representa la persona que practica aquells ideals de tants altres que només prediquen.

## Repartiment
- Bruno Cirino: El mestre Bruno D'Angelo
- Mico Cundari
- Marisa Fabbri
- Tullio Altamura
- Filippo De Gara